# Bryolymnia floccifera
Bryolymnia floccifera är en fjärilsart som beskrevs av Heinrich Benno Möschler 1886. Bryolymnia floccifera ingår i släktet Bryolymnia och familjen nattflyn. Inga underarter finns listade i Catalogue of Life.